# Kiltsi (Väike-Maarja)
Kiltsi (Duits: Ass) is een plaats in de Estlandse gemeente Väike-Maarja, provincie Lääne-Virumaa. De plaats heeft 186 inwoners (2021) en heeft de status van groter dorp of ‘vlek’ (Estisch: alevik).
De rivier Põltsamaa stroomt door Kiltsi.

## Geschiedenis
De geschiedenis van Kiltsi is nauw verweven met het landgoed Kiltsi (Estisch: Kiltsi mõis, Duits: Schloss Ass of Gilsenhof). Het landgoed wordt voor het eerst genoemd in een document uit 1466. In de 16e eeuw waren het landgoed en de bijbehorende burcht eigendom van de Duits-Baltische familie von Gilsen. De burcht werd in 1558 tijdens de Lijflandse Oorlog verwoest.
In 1784 kwam het landgoed in handen van majoor Hermann Johann von Benckendorff. In 1790 liet deze op de ruïnes van de burcht een nieuw landhuis bouwen in de stijl van de Rococo. Onder het fronton staat de tekst ‘Gebaut anno 1292 und renovirt anno 1790’.
Tussen 1801 en 1846 was Adam Johann von Krusenstern de eigenaar van het landgoed en het landhuis. Hij stierf er ook.
In 1878, twee jaar na de opening van het baanvak, kreeg Kiltsi een station aan de spoorlijn Tapa - Tartu, op korte afstand van het landhuis. Op kleine schaal vestigden zich nu mensen in de buurt van het landhuis, maar pas nadat Estland in 1918 onafhankelijk was geworden, groeide de nederzetting uit tot een dorp van behoorlijke omvang.
In het landhuis is sinds 1920 een school gevestigd. Ook herbergt het een klein museum, gewijd aan leven en werk van Adam Johann von Krusenstern.
In 1977 werd het dorpje Liiduri bij Kiltsi gevoegd.

## Foto’s

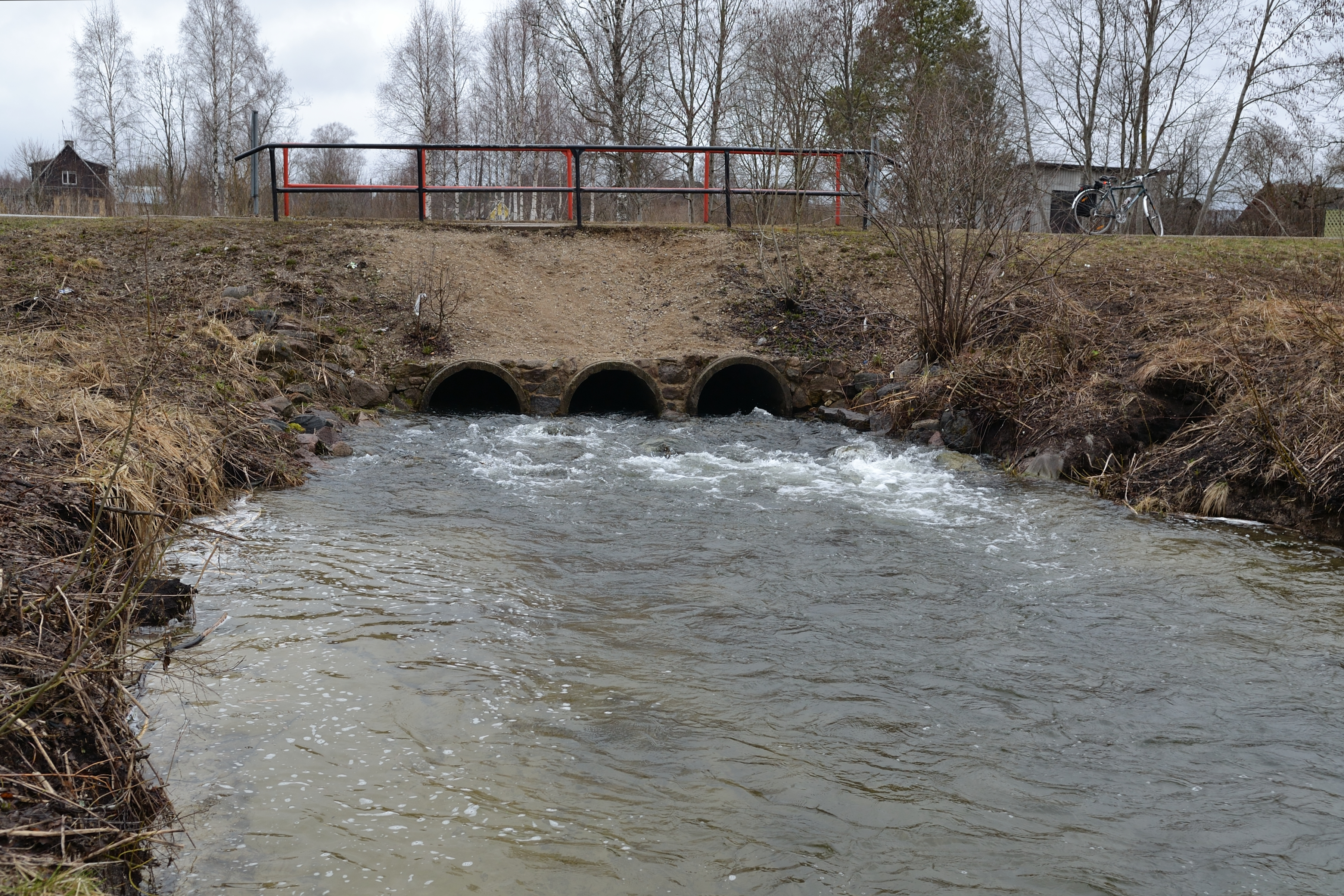
De rivier Põltsamaa in Kiltsi
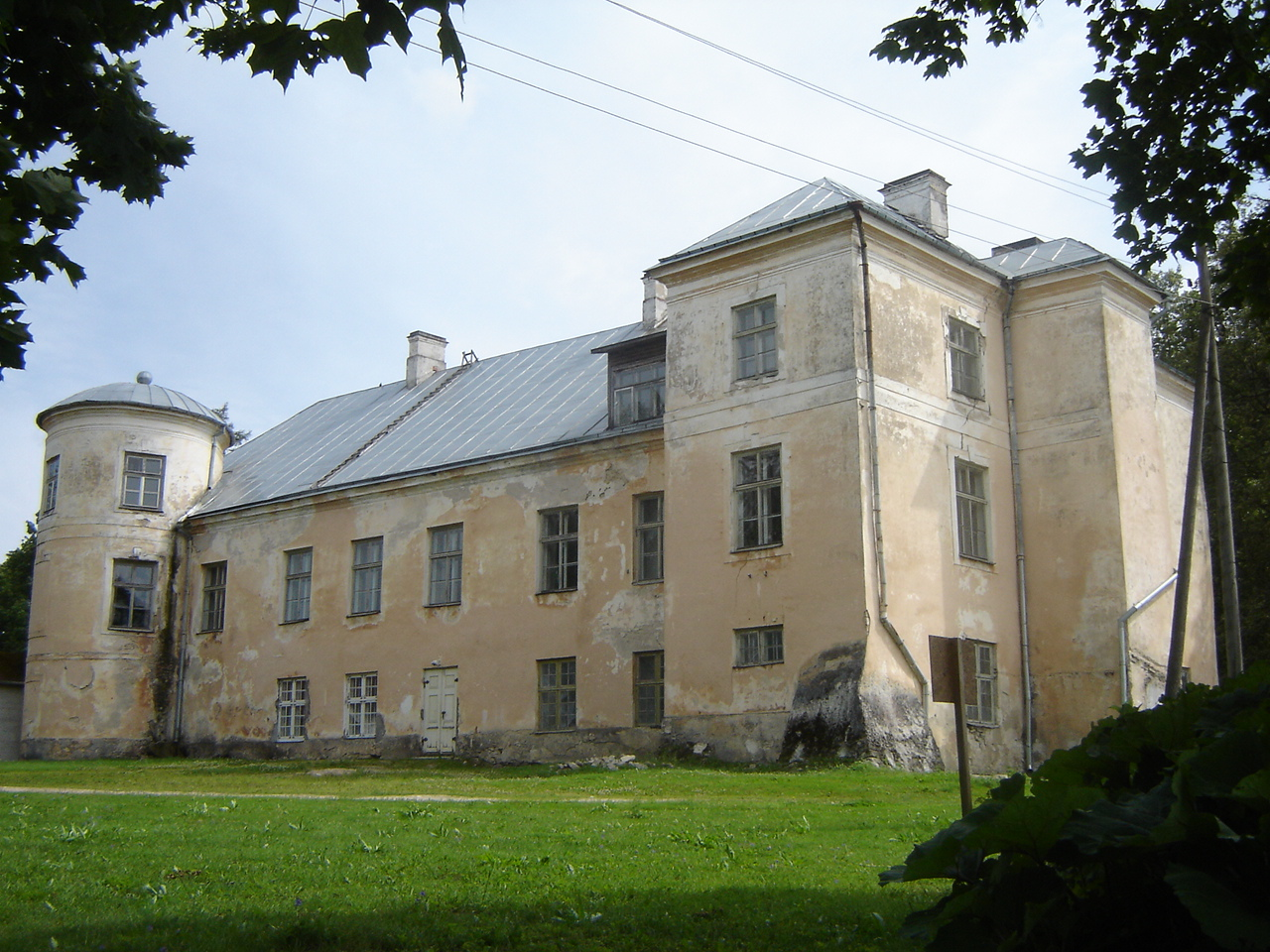
Het landhuis bij Kiltsi
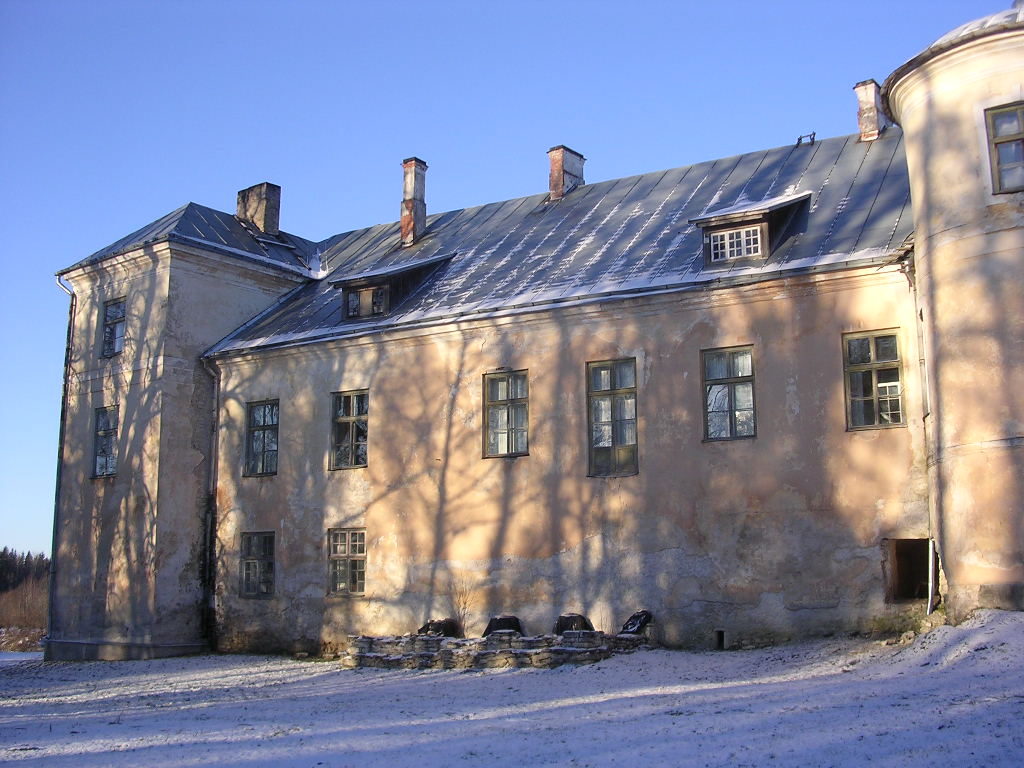
Het landhuis in de winter
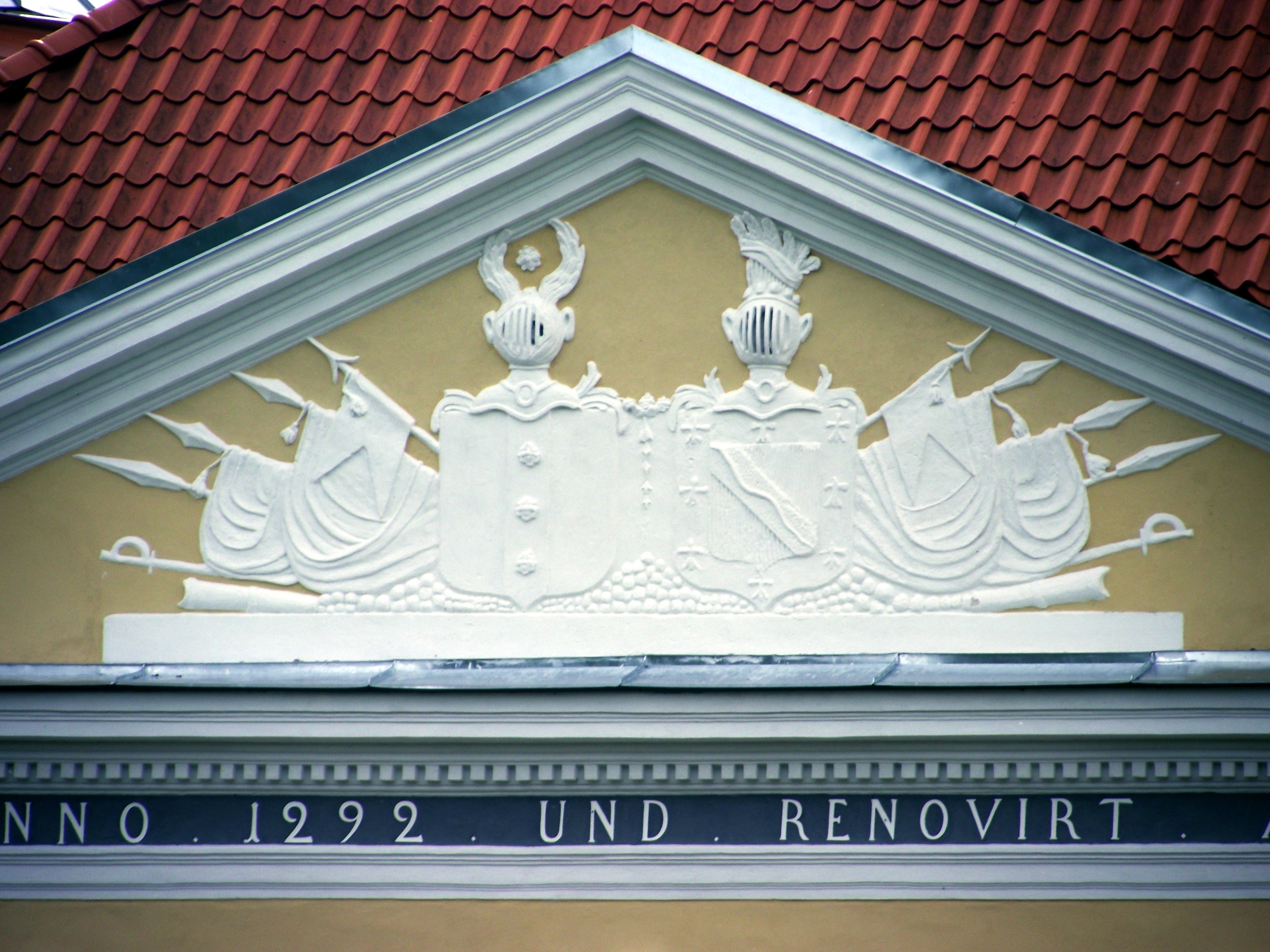
Fronton van het landhuis
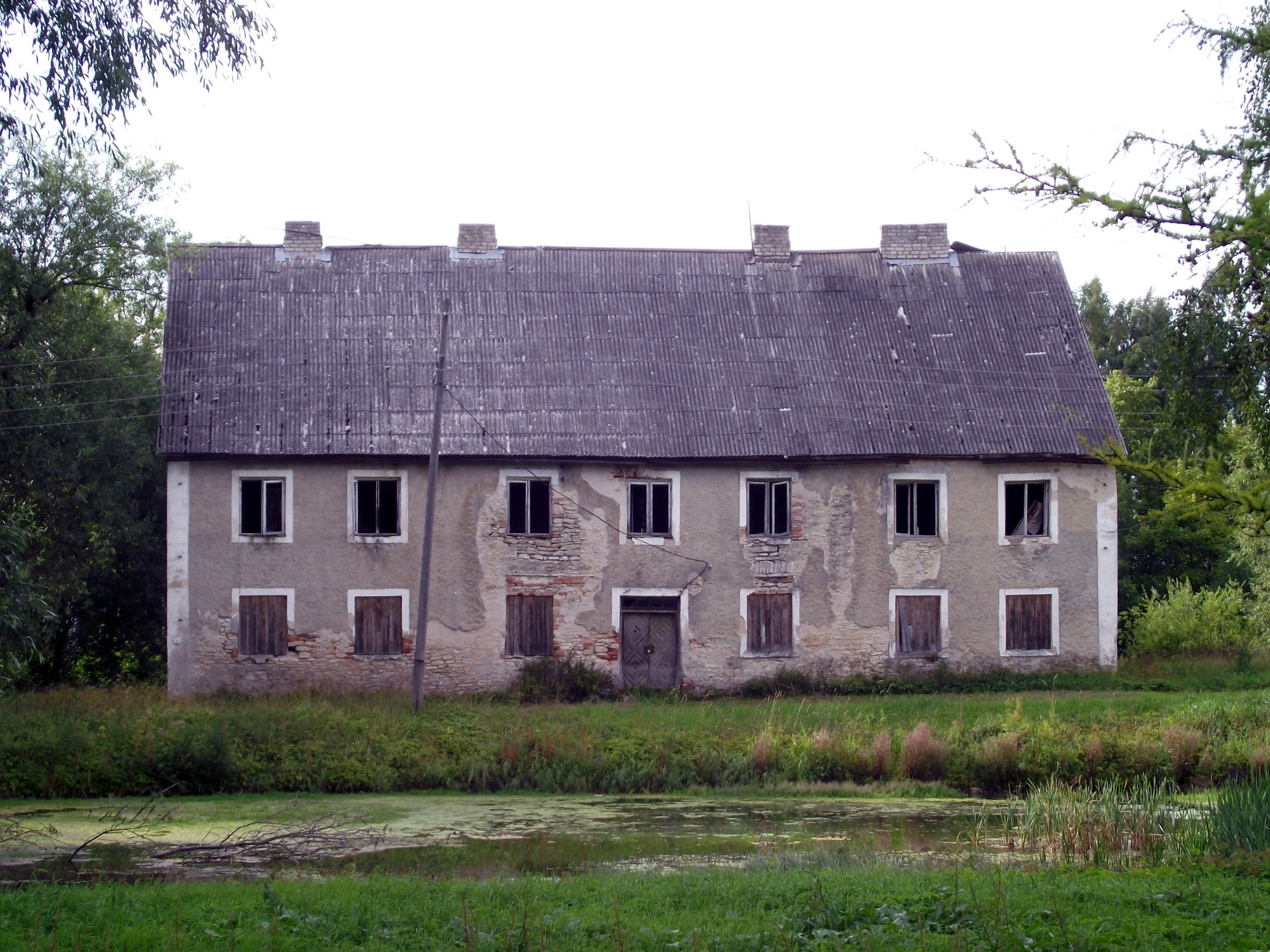
Het vroegere bediendenverblijf
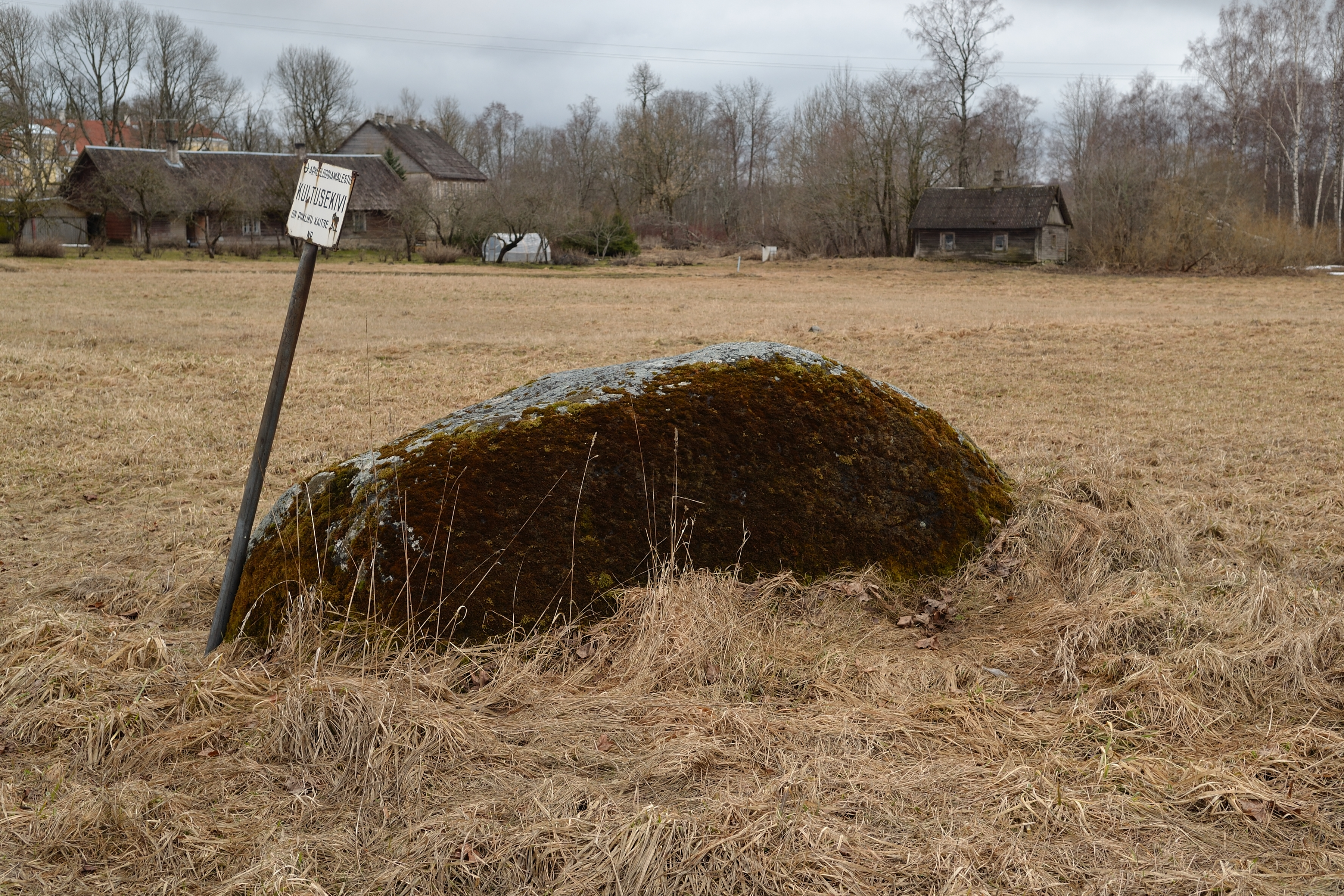
Heilige steen in de buurt van Kiltsi
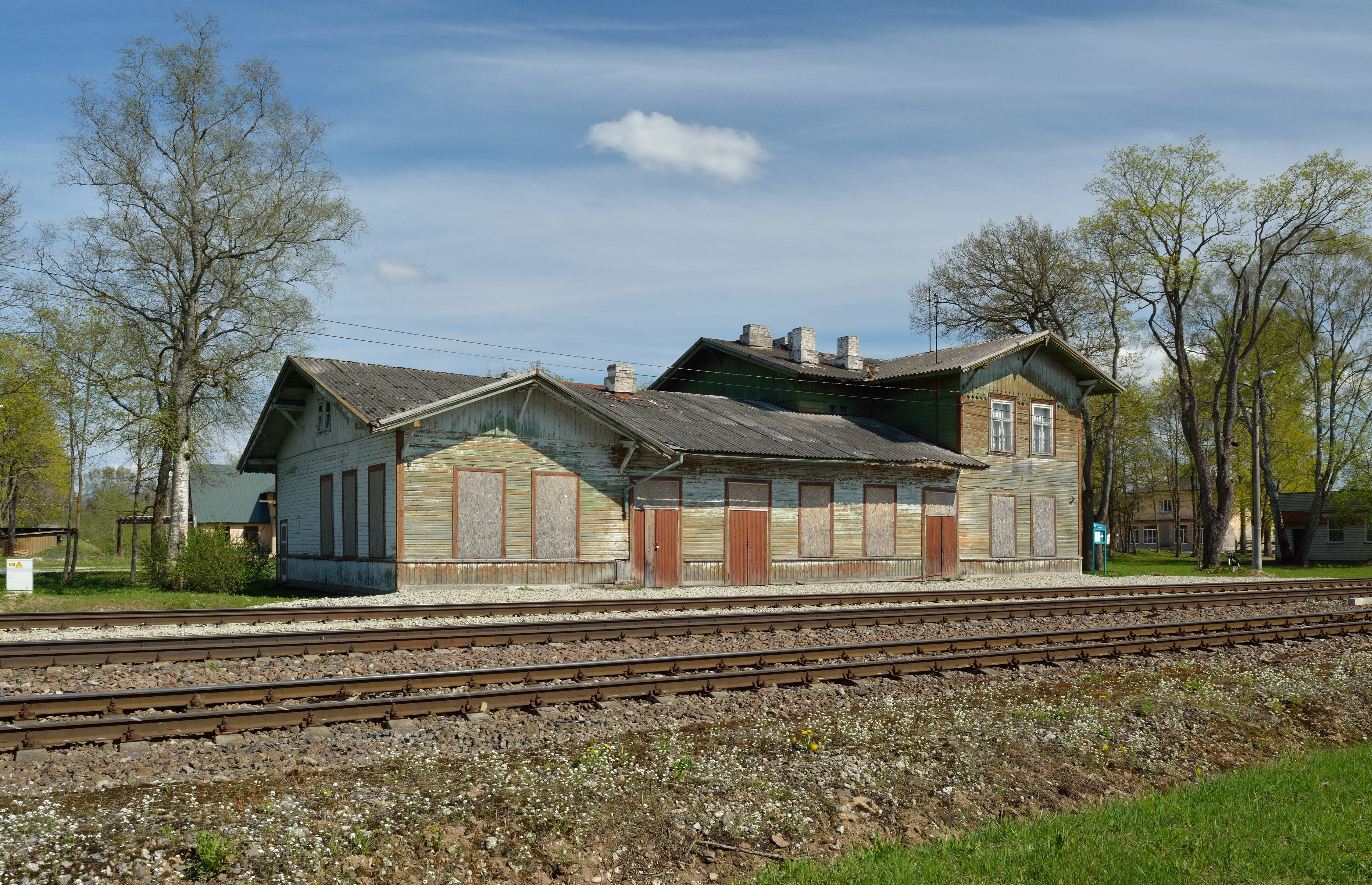
Het station van Kiltsi anno 2013